# Dreifaltigkeitskloster Strâmba

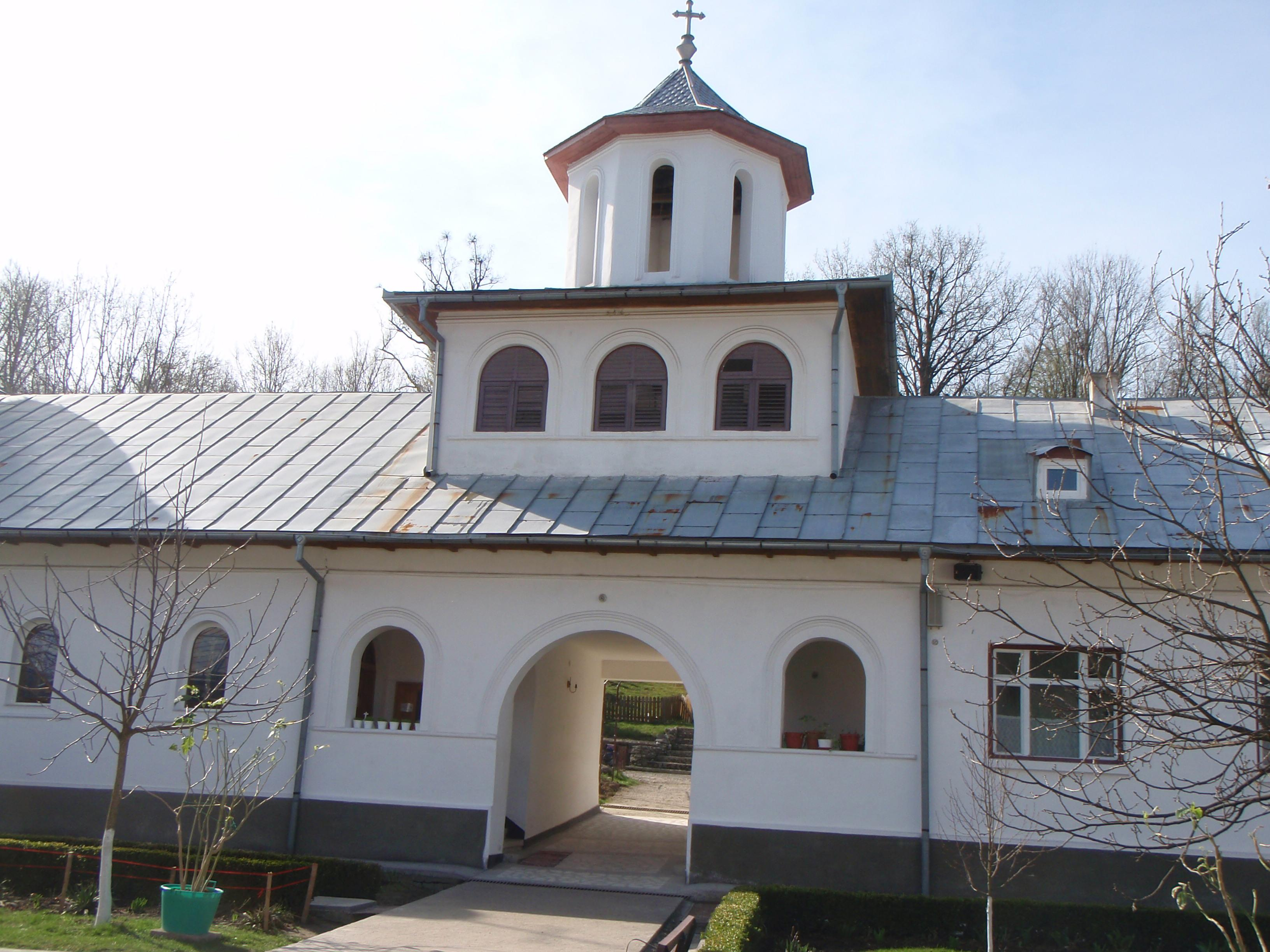
Kloster Sfânta Treime

Das Kloster der heiligen Dreieinigkeit (rumänisch Mănăstirea Sfânta Treime) liegt auf dem Gebiet des Dorfes Strâmba-Jiu, welches administrativ zur Stadt Turceni (Kreis Gorj, Rumänien) gehört. Es befindet sich rund 60 km von Târgu Jiu und 9 km vom Kloster Dealu Mare entfernt.

## Bildergalerie

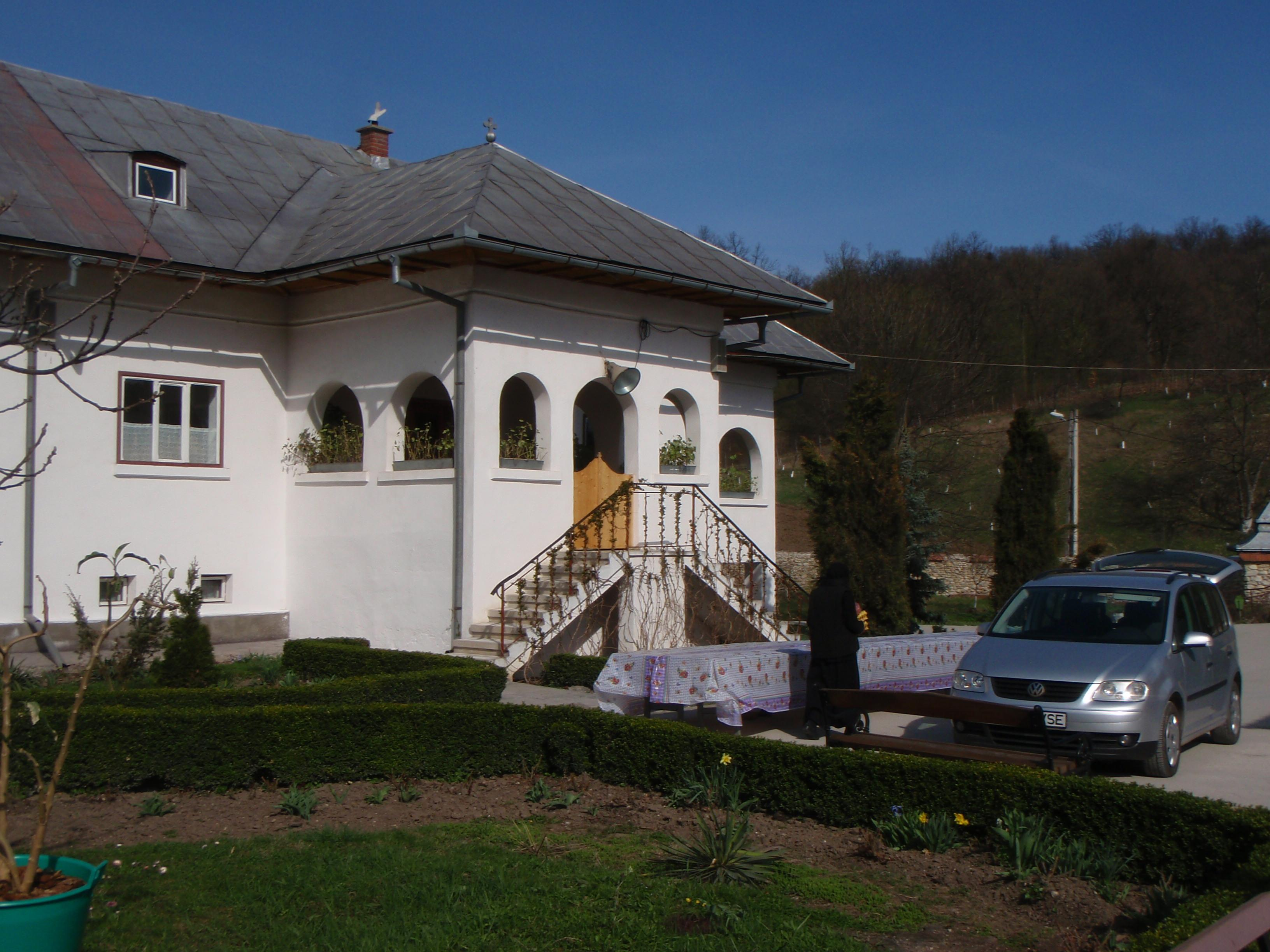
Garten
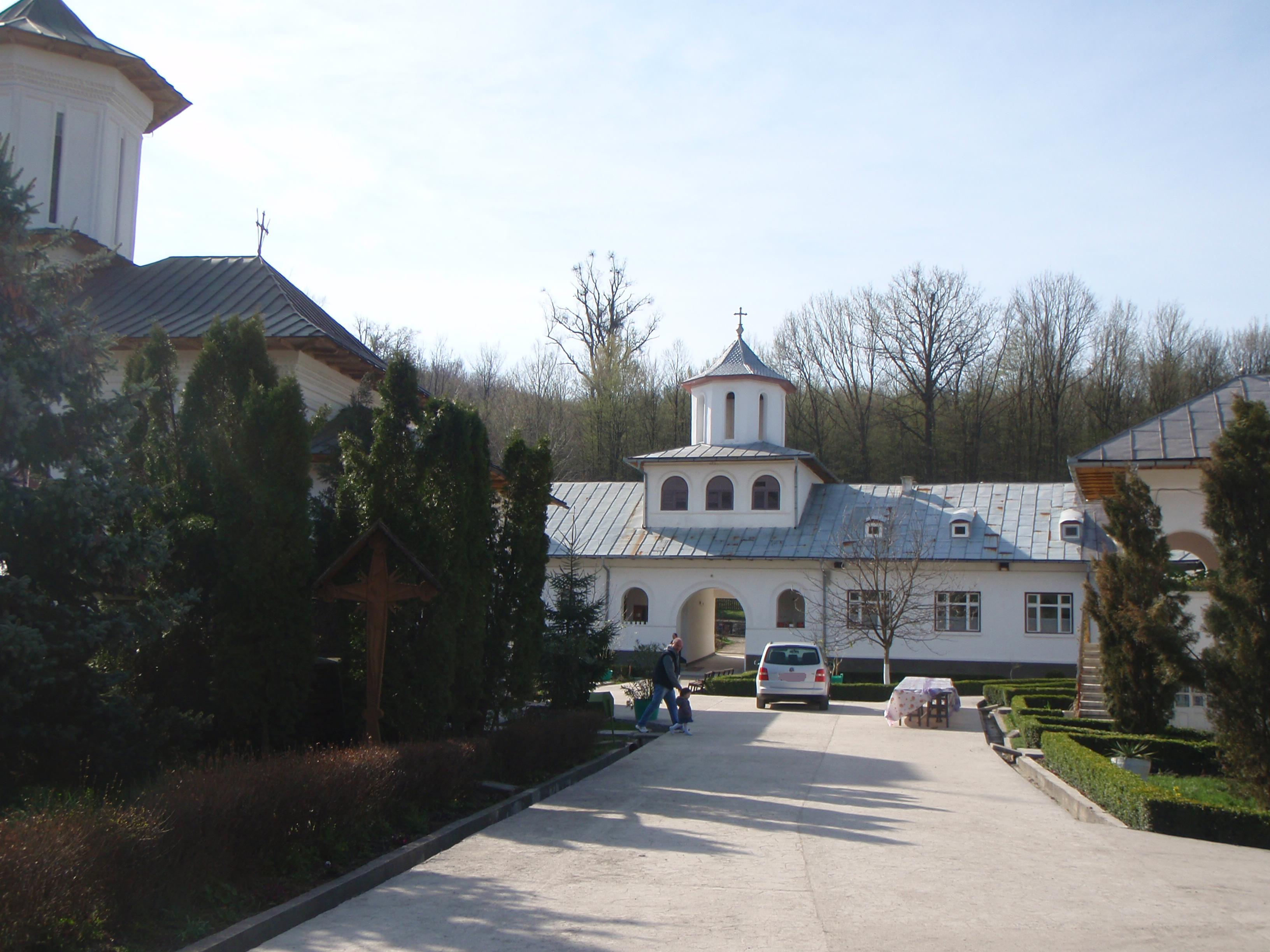
Garten
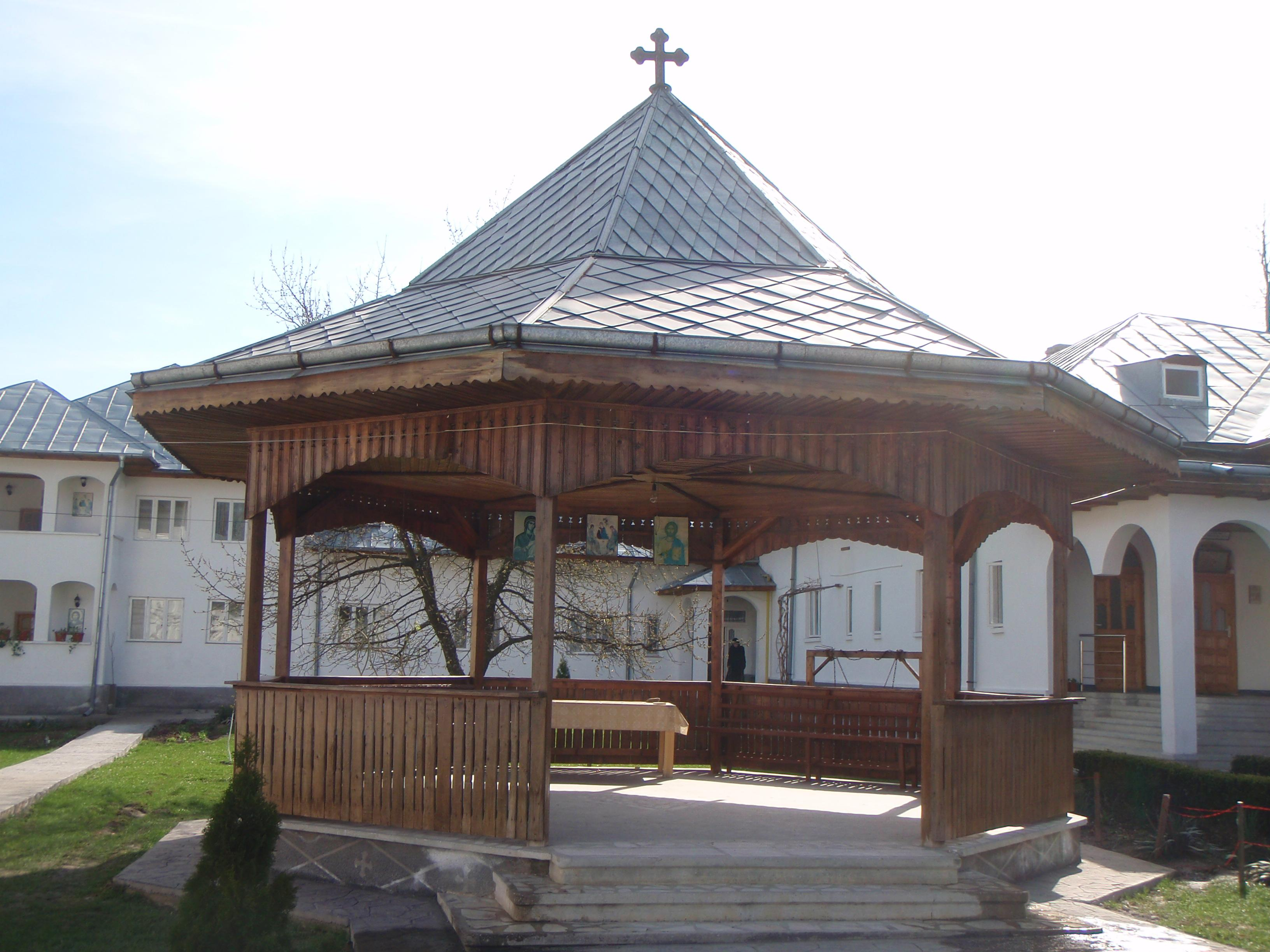
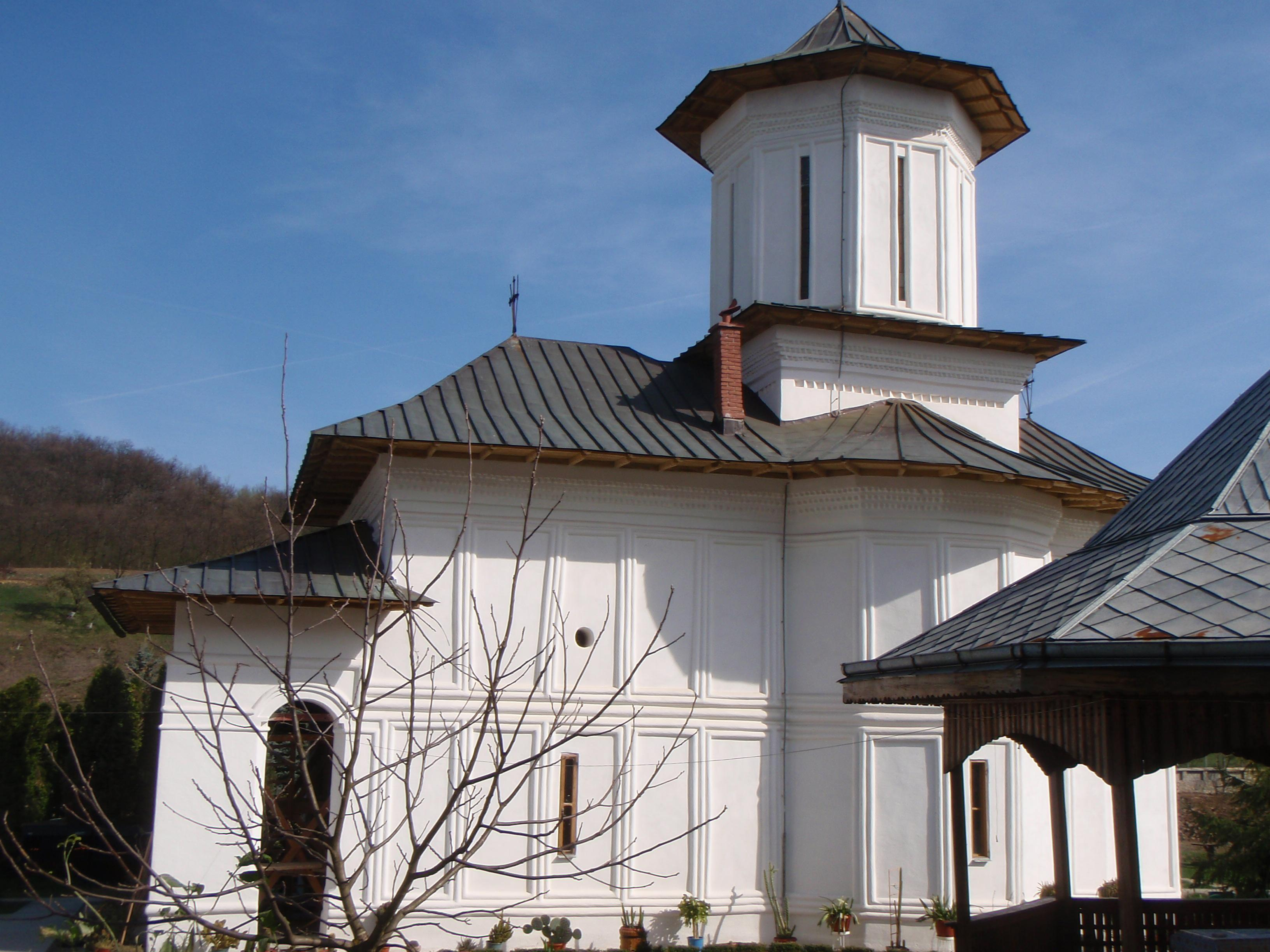
Die Kirche

## Bibliographie
- Monografia istoricului gorjean Alexandru Ștefulescu: „Mănăstirea Strâmba“, Târgu Jiu, 1906, Editura Miloșescu.